# Okres Mohács
Okres Mohács (maďarsky Mohácsi járás) je okres v jižním Maďarsku v župě Baranya. Jeho správním centrem je město Moháč.

## Sídla
V okrese se nachází celkem 26 měst a obcí.
Města
- Moháč

Obce
| - Bár - Bezedek - Dunaszekcső - Erdősmárok - Feked - Görcsönydoboka - Himesháza - Homorúd - Ivándárda | - Kisnyárád - Kölked - Lánycsók - Lippó - Majs - Maráza - Nagynyárád - Palotabozsok | - Sárok - Sátorhely - Somberek - Szebény - Székelyszabar - Szűr - Udvar - Véménd |